# 布鲁斯特的百万横财 (1985年电影)
《布鲁斯特的百万横财》（英語：Brewster's Millions）是华特·希尔导演，理查德·普莱尔和约翰·坎迪主演的一部喜剧电影，于1985年上映，是第七部改编自乔治·巴尔·麦卡奇翁同名小说的电影。

## 剧情
蒙蒂·布鲁斯特（Monty Brewster）是美国职棒小联盟哈肯萨克公牛队的投手，同队的接手斯派克·诺兰（Spike Nolan）是他的挚友。两人因一次比赛完下酒吧和别人打架，被捕入狱，付不起保释金。意外的是，一位陌生人替他们交了保金，还让他们跟他去纽约。在曼哈顿的格兰维尔和巴克斯特（Granville & Baxter）律师事务所，布鲁斯特得知他素未谋面的叔公鲁珀特·霍恩（Rupert Horn）最近去世，将全部遗产留给了他，但开出几个条件。
布鲁斯特需要选择只拿100万美元，或者在30天内花光3000万美元来继承3亿美元。如果选择前者，律所担任遗产执行者，从中抽取费用后将钱分配给慈善机构。后者的情况是一个月后不能拥有任何已经不属于他的资产，而且所雇佣的服务都是值得的。他只能将5%的钱捐给慈善机构，赌博也只能输5%，更不能浪费钱购买或损毁值钱的东西。最后，他不能告诉身边任何人，即便是斯派克。如果不能把3000万花光，剩余的钱会被没收，财产也无法继承。布鲁斯特决定选择3000万的挑战，律所的助理安琪拉·德雷克（Angela Drake）负责跟着他，跟踪开支动向。
布鲁斯特对钱没有概念，他一年赚的钱从来没超过11000美元。他租下广场饭店昂贵的酒店客房，高薪聘请私人助理，大肆赌博，并投资匪夷所思的项目。然而，投资大获成功，赚回了布鲁斯特的钱。后来，布鲁斯特发现自己没取得什么进展，决定参选纽约市市长，将大多数钱砸向提倡投“逆反票”的抗议活动。两大参选人指责布鲁斯特的言论煽动，扬言要起诉他，但最终以数百万美元的赔偿达成庭外和解。之后，布鲁斯特聘请纽约洋基队和公牛队打三个回合的友谊赛，自己当投手。随后，他意识到以独立候选人身份参选的他遥遥领先，于是在赛场上宣布退出竞选。把最后的3.8万砸在比赛后的派对，布鲁斯特开始厌倦花钱，对斯派克、安琪拉等身边人不理解他的行为感到伤心。
到了挑战的最后一天，布鲁斯特身边的随从现在也不阿谀奉承他了。为了淡出众人的视野，布鲁斯特自己前往律所。从选举中撤出的他，发现整个城市都投了“逆反票”，之后的选举已经没人参选了。其实，律所的律师新秀、安琪拉的未婚夫沃伦·考克斯（Warren Cox）收受了律所的贿赂，确保布鲁斯特无法花光3000万。在最后关头，沃伦退还布鲁斯特之前认为已经花掉的钱，告诉他没有破产。布鲁斯特揍了沃伦，沃伦扬言要起诉。布鲁斯特醒悟过来，发现自己正需要律师，便将安琪拉雇为代理律师。随着交易完成，所有的钱都花出去，符合遗嘱的条款，布鲁斯特继承了3亿美元财产。

## 演员
- 理查德·普莱尔 饰 蒙蒂·布鲁斯特（Monty Brewster）
- 约翰·坎迪 饰 斯派克·诺兰（Spike Nolan）
- 罗内蒂·麦基（英语：Lonette McKee） 饰 安琪拉·德雷克（Angela Drake）
- 史蒂芬·柯林斯 饰 沃伦·考克斯（Warren Cox）
- 大卫·怀特（英语：David White (actor)） 饰 乔治·格伦威尔（George Granville）
- 杰罗姆·登普西（Jerome Dempsey）饰 诺里斯·巴克斯特（Norris Baxter）
- 休姆·克罗宁 饰 叔公鲁珀特·霍恩（Rupert Horn）

## 制作
影片是弗兰克·普莱斯成为环球影业总监后的首部电影。导演华特·希尔本想拍一部《迪克·崔西》电影，但后来放弃计划。他之前从未拍过喜剧片，但拍过大获成功的《48小时》，该片出现了喜剧场景和喜剧主演埃迪·墨菲，剧本由墨菲作品《颠倒乾坤》的编剧创作。
希尔表示：“我一直在拍西部片，不管这部电影发生在未来，还是像《48小时》那样的动作冒险片，我正在拍的是牛仔片……我喜欢西部片，因为其中的所有东西都很干净。我喜欢拍剧情简单直接、角色直面生死难题的电影。但是好莱坞认为观众不再热衷西部片，所以我拍了其他电影，假装它们不是西部片……我认为，一部好的电影应该很清晰地定义角色，把角色放在最有可能出现的险境中，看看他们会发生什么。”
希尔说普莱尔“不认为他很搞笑，除非吸毒，但他又认为吸毒会把他搞死。此外，他有金钱问题。当然，他必须去工作赚大把大把的钱。所以说这够艰难的，不过我非常喜欢他。”
哈肯萨克公牛队的棒球公园是电视剧《湾城蓝调》场景、之前位于洛杉矶阳光谷的洛杉矶水电局谷地发电站。
安妮长公主在美国度假期间曾前往剧组探班。
华特·希尔后来说，他故意拍这部电影来“提高他的银行收益和成功商数”。

## 评价
影片获得褒贬不一的评价。《综艺》编辑直言：“很难相信，一部由理查德·普莱尔和约翰·坎迪出演的电影并不是很搞笑。”《纽约时报》的珍妮特·马斯林认为电影是“一部少了笑点的脱线喜剧”，“普莱尔先生独特的漫画天赋无以容纳”。她表示，导演华特·希尔不能理解“笑点出现时机的优势”，影片节奏过慢，缺乏风格，“人为得愚蠢”。但她赞扬影片的配角，比如约翰·坎迪，但表示“平坦的”剧本迫使坎迪重复自己讲过的话。
希尔后来表示电影是“他职业生涯中的一次差错”，是他唯一一部平庸的喜剧。他补充道；“不管电影有什么缺憾，我认为它有所渴求的品质。我很高兴。电影表现不错，也赚了钱。”

## 翻拍作品
2018年中国喜剧片《西虹市首富》系基于合法授权独立创作改编自电影《布鲁斯特的百万横财》。